# 金東炫
金東炫（： Kim DongHyun，1981年11月17日—），韓國綜合格鬥家，外號「電擊槍」，曾活躍於韓國Spirit MC和日本DEEP賽事。2008年進軍世界最大格鬥賽事UFC終極格鬥冠軍賽，他是第一位為韓國人打進MMA世界的先驅者更成為亞洲名將，並於UFC 207締造亞洲人在UFC戰績最多勝場（13勝），2017年2月1日在UFC次中量級官方排名第六
。
2010年開始活躍於娛樂圈，他以獨特的虛張聲勢角色和傻瓜形象成功吸引大眾，意外地展現了極高的娛樂感；曾出演及主持多個人氣綜藝節目，如：《大逃出》、《Player》、《家師父一體》等等。

## 職業生涯

### 早期經歷
韓國京畿道水原市出生，小學時搬到忠清南道大田市，忠南國立高中畢業後，就讀龍仁大學柔道系，並取得龍仁大學體育系碩士學位。於2010年龍仁大學第58屆校慶獲頒「終身成就賞」，現為首爾湖西藝術大學MMA學系兼任教授。
小學時曾是滑輪選手，國三開始練習柔道，後來練習合氣道和跆拳道，之後就讀龍仁大學柔道系學習多種武術。2001年入伍海軍陸戰隊894期，服役26個月。2004年在Spirit MC出道打了兩場比賽後，因收入太少、家裡經濟正好也陷入困境，他決定退役，飛往紐西蘭賺錢，每天打三份工：早上六點起床，到餐廳花四小時打掃，殺200條魚做成生魚片；接著去扛水泥、搬磚（幫一位韓國人蓋房子）；晚上在以韓國人和亞洲人為主客的卡拉OK坊櫃台打工。原以為在紐西蘭能賺到錢，但三份工加總一個月才賺200萬韓元，相當於當地最低工資80％。卑微過了四個月，他想運動一下舒展身心，朋友帶他到柔道訓練館，柔道黑帶四段的他寶刀未老，贏了所有人，他覺得大汗淋漓很幸福，領悟到做自己喜歡的事比起賺錢更有活著的感覺。
他辭掉工作，回到韓國，但父母依然不支持他從事格鬥，尤其他之前放棄過一次；他得在重新開始訓練之前，先找到工作養活自己。他也想過到弘益大學修讀建築，憑藉在紐西蘭蓋房子的經驗。在首爾求職並不順利：徵才廣告寫著 '建築設備相關'，去了之後才曉得是餐廳和住宅的下水道疏通，不時被動物糞便噴了一臉。晚上，他到南大門的皮衣店打工，住在月租13萬韓元的小房間，和獨居老人們一起使用臭氣沖天的公共衛生間，偶爾能在臉盆上看見假牙，廚房也破爛、房間沒窗戶，炎夏特別受苦。從早上六點工作到晚上八點，工資只有80萬韓元。早上出門，晚上回到家，螞蟻爬上湯也不得不吃得津津有味。晚上九點躺平在床上，徬徨著未來，眼睛濕潤了。之後他還到網咖打了幾天工，最終決定鼓起勇氣回去再次說服父母同意他從事格鬥。

### DEEP
他平時在首爾淨心館訓練，2006年簽約日本DEEP賽事，另外到東京和術慧舟會（Wajyutsu Keisyukai）加強訓練，當時他並不曉得這是一家擁有多位頂級格鬥選手的知名健身房。初來乍到他誰也不認識，同為韓國人的秋成勳接待了他，兩人從此結下情誼。和他同齡的岡見勇信當時已是UFC中量級選手，兩人身材相當，便成為彼此的訓練夥伴。他憑藉出色的KO能力一路乘勝長驅拿下七連勝，被日本媒體封為「K.K.K」（Korean KO King）。在Deep: 31 Impact這場非關頭銜的比賽中，他在第三回合擊倒DEEP當時次中量級冠軍長谷川秀彦（Hasegawa Hidehiko）；但在Deep: 32 Impact正式爭奪冠軍時，裁判給出具爭議的平局結果，令他沮喪。

### PRIDE
高中時偶然看見日本PRIDE格鬥錦標賽（PRIDE FC），他便夢想著站上世界最盛大的格鬥擂台。2007年2月他如願簽約PRIDE FC，被安排在PRIDE Grand Prix 2007對戰北岡悟 ；等待首秀之際，卻迎來UFC母公司Zuffa收購PRIDE FC之巨變，最終他只亮相PRIDE FC 最後一場賽事PRIDE 34，和眾選手在場上向觀眾道別。

### UFC
他在DEEP的優異戰績（7勝1平，生涯9勝1平）被外媒評為前景大好的MMA新星，吸引了與UFC同為Zuffa集團的WEC星探提議簽約，由於WEC賽事在韓國沒有轉播，UFC賽事則有韓國有線電視台轉播，他希望親友能在電視上看見他的比賽，於是2008年1月和UFC簽下了四場比賽的合約。2007年8月他加入位於釜山的Busan Team MAD，這個戰隊陸續培養出五位UFC選手。
首秀被安排在2008年5月24日UFC 84，他在第三回合以肘擊TKO英格蘭選手Jason Tan，成為首位在UFC八角籠獲勝的韓國人。儘管這場UFC 84副賽並未在PPV播出，但在韓國卻是同步直播，並擠壓原定時段節目，連續重播了兩次，總共三次。「金東炫在UFC首秀以TKO獲勝」的消息以新聞跑馬燈快報方式出現在美國牛肉進口和汶川大地震新聞中；韓國高速鐵道（KTX）把他的照片放進乘客座位前方的液晶螢幕中，循環播放。原本只有鐵桿粉絲才知道他的存在，突然一瞬間他出現在韓國每一台電視上。賽前一周，韓國電視台在黃金時段以一小時專題報導他；隨著在UFC首戰告捷，他的肩上扛起了UFC在韓國的未來。
第二場比賽他躍上主卡陣容作為紅方選手，對手是剛透過終極鬥士第７季出道、外號「不朽」的美國悍將Matt Brown，兩人在UFC 88互有領先，金東炫在第一回合試圖以後背位裸絞對手，第三回合地面壓制、砸拳和肘擊奏效，最終以分歧判定勝出。
2009年1月31日UFC 94，在賽前訓練中擔任他拳擊教練的UFC前重量級冠軍Frank Mir來到場邊為他助威，並稱讚他技術全面。這次對手是WEC前次中量級冠軍、亞美尼亞柔道神童Karo Parisyan，雙方展現了許多柔道技巧，最終Parisyan以分歧判定勝出，現場噓聲一片；包括UFC前次中量級冠軍Matt Hughes、UFC三級別冠軍的名人堂傳奇Randy Couture，以及UFC總裁Dana White皆認為金東炫才是勝出的那一位。Parisyan在賽後禁藥檢測被驗出氫可酮、二氫嗎啡酮和氧嗎啡酮三款止痛藥呈陽性反應，內華達州競技委員會（Nevada Athletic Commission）宣佈比賽無效，Parisyan遭罰款32000美元（比賽收入40％）和禁賽九個月處分。
2009年3月，UFC和他續約兩年，包含四場比賽。
他被選進別具歷史意義的2009年7月11日UFC 100副卡陣容，對戰加拿大選手TJ Grant，他在第二回合試圖以斷頭台降服對手，並以30-26懸殊比分勝出。
原定2009年11月14日UFC 105對戰CWFC前次中量級冠軍、英國選手Dan Hardy，但他在日本吉田道場備戰時，和中量級選手中村和裕對練造成右膝關節韌帶受傷，2009年9月28日退出比賽；換成Mike Swick和Dan Hardy爭奪冠軍挑戰權。
五個月後，UFC安排他2010年2月20日UFC 110迎戰終極鬥士第４季亞軍Chris Lytle，但他在2009年12月12日因膝傷復發再度傷退。在漫長的康復過程中，他被檢查出心臟問題，令他一度以為自己的運動生涯將就此結束。
睽違八角籠將近一年，他在2010年5月29日UFC 114健康回歸，迎戰終極鬥士第７季冠軍Amir Sadollah，以嫻熟的柔道和纏鬥將對手壓制在地面超過三分之二比賽時間，並以30-27完勝對手。當裁判舉起他的手宣佈獲勝後，他開心親吻了地面。
UFC才剛剛宣佈他的下一位對手是和他同樣無敗績的23歲英格蘭小將John Hathaway不到兩周，他就在一次摔跤訓練中因地板打滑導致左手肘韌帶撕裂，於2010年7月20日黯然傷退UFC 120。手術後五個月，他仍避免在地面練習時使用他的左手太多。
儘管身體狀況未恢復至百分百，他對新對手甚為滿意：終極鬥士第５季冠軍内特·迪亚兹，認為對方有名氣有實力，同時也很危險。他向來欣賞迪亚兹兄弟的格鬥風格，一直想和他們一戰。他們的對決安排在2011年1月1日UFC 125主卡第二場，金東炫拿下前兩回合，以一致判定29-28勝出。這是他在UFC第五場勝利，也創下亞洲選手在UFC首次五連勝紀錄。
賽後，他在場上叫陣次中量級冠軍Georges St-Pierre。
至此，他的生涯戰績14勝1平。2011年1月，UFC和他續約四場比賽。
UFC並未安排他挑戰冠軍GSP，而是另一位冠軍：Carlos Condit，戰績26勝5負、外號「天生殺手」的WEC前次中量級冠軍。2011年7月2日UFC 132主卡第一場兩人交鋒三分鐘，Condit突進的一記飛膝正中他下巴，粉碎他七年不敗的完美戰績，也粉碎了他的臉（眼眶骨折和鼻子骨折）。賽後他表示原定的戰術是伺機抱摔對手，投以幾記大擺拳；那時他正低頭縮著下巴，被對手的飛膝逮個正著，相當懊惱。
2011年12月30日UFC 141他採用與以往纏鬥風格截然不同的拳腿組合擊敗加拿大摔跤手Sean Pierson，第二回合終了前一記前踢令Pierson步履蹣跚，並以30-27優勢比分勝出。賽後他表示自己在UFC打了八場比賽，這次他加倍訓練並著重展現他的站立技巧，希望今後有機會和尼克·迪亞茲打一場。記者問到:「Forrest Griffin（UFC前輕重量級冠軍）推文說你那一記前踢肯定是史蒂芬席格教的。」金東炫笑著答說他是從某位選手學來的，而那位選手（町田龙太）是從史蒂芬席格學來的。

## 成就和獎項

### 綜合格鬥
| - UFC終極格鬥冠軍賽 - UFC亞洲選手最多勝場 (13場) - 2014 年度最佳KO #1 vs. John Hathaway - UFC史上最初且唯一的轉身肘擊KO vs. John Hathaway - 當晚最佳表現 (一次) vs. John Hathaway - 當晚最佳KO (一次) vs. Erick Silva - World MMA Awards - 2014 年度最佳KO提名 vs. John Hathaway - Bleacher Report - 2014 年度最佳KO #1 vs. John Hathaway - UFC最佳亞洲選手 #1 - UFC最佳外國選手 #4 其他４位：Alexander Gustafsson，Khabib Nurmagomedov，Conor McGregor，Rory MacDonald | - MMA Junkie - 2014 年度最佳KO #1 vs. John Hathaway - 2014 三月份最佳KO vs. John Hathaway - 2013 年度最佳KO #3 vs. Erick Silva - Fox Sport - 2014 年度最佳KO #1 vs. John Hathaway - Sherdog - 2014 年度最佳KO #1 vs. John Hathaway - MMA Mania - 2014 年度最佳KO #1 vs. John Hathaway - LowKick MMA - 2014 年度最佳KO #1 vs. John Hathaway | - Tapology - 2014 年度最佳KO #1 vs. John Hathaway - MMA史上最佳KO #83 vs. John Hathaway - 2014 年度最佳比賽 #19 vs. John Hathaway - 2013 年度最佳KO #20 vs. Erick Silva - 2011 年度最佳比賽 #43 vs. 内特·迪亚兹 - MMA Fighting - 2014 年度最佳KO #2 vs. John Hathaway - Bloody Elbow - 2014 年度最佳KO #2 vs. John Hathaway - Sports Net - 2014 年度最佳KO #3 vs. John Hathaway - 2013 年度最佳KO #7 vs. Erick Silva |

### 摔跤
- ADCC降服式摔跤世界锦标赛
- 2013年韓國選手代表權：金牌（88kg）[77]

## 綜合格鬥戰績
| 戰績分項 |       |     |
| 28 場    | 22 勝 | 4負 |
| 擊倒     | 9     | 3   |
| 降服     | 2     | 0   |
| 判定     | 11    | 1   |
| 平局     | 1     | 1   |
| 無效     | 1     | 1   |

| 结果 | 战绩       | 对手                 | 获胜方式           | 赛事                                                | 日期       | 回合 | 时间 | 地点           | 注释                            |
| ---- | ---------- | -------------------- | ------------------ | --------------------------------------------------- | ---------- | ---- | ---- | -------------- | ------------------------------- |
| 負   | 22–4–1 (1) | Colby Covington      | 一致判定           | UFC Fight Night: Holm vs. Correia                   | 2017-06-17 | 3    | 5:00 | 新加坡         |                                 |
| 勝   | 22–3–1 (1) | Tarec Saffiedine     | 分歧判定           | UFC 207                                             | 2016-12-30 | 3    | 5:00 | 美國拉斯維加斯 |                                 |
| 勝   | 21–3–1 (1) | Dominic Waters       | TKO（拳擊）        | UFC Fight Night: Henderson vs. Masvidal             | 2015-11-28 | 1    | 3:11 | 韓國首爾       |                                 |
| 勝   | 20–3–1 (1) | Joshua Burkman       | 降服（手臂三角鎖） | UFC 187                                             | 2015-05-23 | 3    | 2:13 | 美國拉斯維加斯 |                                 |
| 負   | 19–3–1 (1) | Tyron Woodley        | TKO（拳擊）        | UFC Fight Night: Bisping vs. Le                     | 2014-08-23 | 1    | 1:01 | 中國澳門       |                                 |
| 勝   | 19–2–1 (1) | John Hathaway        | KO（轉身肘擊）     | The Ultimate Fighter China Finale: Kim vs. Hathaway | 2014-03-01 | 3    | 1:02 | 中國澳門       | 當晚最佳表現 年度最佳KO         |
| 勝   | 18–2–1 (1) | Erick Silva          | KO（拳擊）         | UFC Fight Night: Maia vs. Shields                   | 2013-10-09 | 2    | 3:01 | 巴西巴魯埃里   | 當晚最佳KO                      |
| 勝   | 17–2–1 (1) | Siyar Bahadurzada    | 一致判定           | UFC on Fuel TV: Silva vs. Stann                     | 2013-03-03 | 3    | 5:00 | 日本埼玉市     |                                 |
| 勝   | 16–2–1 (1) | Paulo Thiago         | 一致判定           | UFC on Fuel TV: Franklin vs. Le                     | 2012-11-10 | 3    | 5:00 | 中國澳門       |                                 |
| 負   | 15–2–1 (1) | Demian Maia          | TKO（肌肉痙攣）    | UFC 148                                             | 2012-07-07 | 1    | 0:47 | 美國拉斯維加斯 |                                 |
| 勝   | 15–1–1 (1) | Sean Pierson         | 一致判定           | UFC 141                                             | 2011-12-30 | 3    | 5:00 | 美國拉斯維加斯 |                                 |
| 負   | 14–1–1 (1) | Carlos Condit        | TKO（飛膝和拳擊）  | UFC 132                                             | 2011-07-02 | 1    | 2:58 | 美國拉斯維加斯 |                                 |
| 勝   | 14–0–1 (1) | 内特·迪亚兹          | 一致判定           | UFC 125                                             | 2011-01-01 | 3    | 5:00 | 美國拉斯維加斯 |                                 |
| 勝   | 13–0–1 (1) | Amir Sadollah        | 一致判定           | UFC 114                                             | 2010-05-29 | 3    | 5:00 | 美國拉斯維加斯 |                                 |
| 勝   | 12–0–1 (1) | TJ Grant             | 一致判定           | UFC 100                                             | 2009-07-11 | 3    | 5:00 | 美國拉斯維加斯 |                                 |
| 無效 | 11–0–1 (1) | Karo Parisyan        | 無效（改判）       | UFC 94                                              | 2009-01-31 | 3    | 5:00 | 美國拉斯維加斯 | Parisyan未通過藥檢 比賽改判無效 |
| 勝   | 11–0–1     | Matt Brown (fighter) | 分歧判定           | UFC 88                                              | 2008-09-06 | 3    | 5:00 | 美國亞特蘭大   |                                 |
| 勝   | 10–0–1     | Jason Tan            | TKO（肘擊）        | UFC 84                                              | 2008-05-24 | 3    | 0:25 | 美國拉斯維加斯 |                                 |
| 平局 | 9–0–1      | Hidehiko Hasegawa    | 平局               | Deep: 32 Impact                                     | 2007-10-09 | 3    | 5:00 | 日本東京       | 爭奪DEEP次中量級冠軍            |
| 勝   | 9–0        | Hidehiko Hasegawa    | KO（重摔和拳擊）   | Deep: 31 Impact                                     | 2007-08-05 | 3    | 4:57 | 日本東京       |                                 |
| 勝   | 8–0        | Yukiharu Maejima     | KO（拳擊）         | Deep: CMA Festival 2                                | 2007-07-23 | 1    | 0:11 | 日本東京       |                                 |
| 勝   | 7–0        | Hidenobu Koike       | KO（拳擊）         | Deep: 28 Impact                                     | 2007-02-16 | 2    | 4:33 | 日本東京       |                                 |
| 勝   | 6–0        | Jun Ando             | TKO（拳擊）        | Deep: 27 Impact                                     | 2006-12-20 | 2    | 0:44 | 日本東京       |                                 |
| 勝   | 5–0        | Kousei Kubota        | KO（膝擊）         | Deep: 26 Impact                                     | 2006-10-10 | 1    | 2:46 | 日本東京       |                                 |
| 勝   | 4–0        | Tomoyoshi Iwamiya    | 一致判定           | Deep: 25 Impact                                     | 2006-08-04 | 2    | 5:00 | 日本東京       |                                 |
| 勝   | 3–0        | Mitsunori Tanimura   | 降服（後背位裸絞） | Deep: CMA Festival                                  | 2006-05-24 | 1    | 4:28 | 日本東京       |                                 |
| 勝   | 2–0        | Hyung-Kwang Kim      | 一致判定           | Spirit MC 5: 2004 GP Unlimited                      | 2004-09-11 | 3    | 5:00 | 韓國首爾       |                                 |
| 勝   | 1–0        | Young-Ahm Noh        | 一致判定           | Spirit MC 3: I Will Be Back!!!                      | 2004-04-10 | 3    | 5:00 | 韓國首爾       |                                 |

## 著作
| 出版日     | 書名                                                | 頁數  | 尺寸         |
| ---------- | --------------------------------------------------- | ----- | ------------ |
| 2014-08-04 | 《金東炫的精神講堂》（김동현의 멘탈수업）           | 200頁 | 148*210*16mm |
| 2017-09-11 | 《金東炫的Real Strength》（김동현의 리얼 스트렝스） | 246頁 | 188*257*13mm |

## 演出作品

### 綜藝節目（固定出演）
| 粉色為進行中 |

| 年份 | 節目                                                    | 頻道      | 角色     | 備註 |
| 2013 | 《Let's Go時間探險隊》第1季                             | tvN       | 固定成員 | E01 131221 - E09 140215 播畢，與張東民、劉相務、南希奭、曹世鎬、李尚俊 |
| 2014 | 《Let's Go時間探險隊》第2季                             | tvN       | 固定成員 | E01 140602 - E06 140707 播畢，與張東民、劉相務、全炫茂、曹世鎬、金甫城 |
| 2014 | 《真正的男人》第1季                                     | MBC       | 固定成員 | E77 141026 - E78 141102 新兵教育，與劉俊相、陸星材、林炯俊、文熙俊 E82 141130 - E89 150118 警犬教育隊、搜索大隊、戰友會、七星部隊，與陸星材、林炯俊                                          |
| 2016 | 《死守男人的房間》（수컷의 방을 사수하라）第2季         | XTM       | 固定成員 | E01 160307 - E09 160531 播畢，與趙在允、鄭泰浩 |
| 2016 | 《Let's Go時間探險隊》第3季                             | tvN       | 固定成員 | E01 160427 - E09 160622 播畢，與張東民、劉相務、張水院、高周元、韓尚進 |
| 2016 | 《GO厲害的師徒們》（GO독한 사제들）                     | E Channel | 固定成員 | E05 160802 - E08 160823 播畢，與李載允、滑川康男 |
| 2016 | 《愛情統一 南男北女》                                   | TV朝鮮    | 固定成員 | E65 161007 - E75 161202 與Boom、DinDin |
| 2017 | 《秋布利家來了》                                        | SBS       | 固定成員 | E01 170826 - E06 170930 播畢，與秋成勳、裴明聕、姜京浩 |
| 2017 | 《Magic Control》                                       | TV朝鮮    | 固定成員 | E01 170903 - E14 180303 播畢，與金載沅、趙賢宇、鄭詩雅、惠晶 |
| 2017 | 《交換人生實境節目－將我送給你》                        | E Channel | 固定成員 | E01 171102 - E12 180118 播畢，與申東燁、Andy、鄭殷杓、黃載根、Sunny、河在淑 |
| 2018 | 《尋找金無名》第2季                                     | tvN       | 固定成員 | E01 180301 - E07 180412 播畢，與李常敏、鄭亨敦、孝淵 |
| 2018 | 《驚人的週六》                                          | tvN       | 主持     | E01 180407 至今，與申東燁、朴娜勑、文世潤、Boom、韓海、Key、惠利、Nucksal、P.O、太妍 |
| 2018 | 《大逃出》第1季                                         | tvN       | 固定成員 | E01 180701 - E13 180923 播畢，與姜鎬童、金鍾旼、神童、柳炳宰、P.O |
| 2018 | 《做家務的男人們》第2季                                 | KBS2      | 嘉賓     | E62 180725 - E63 180801，E65 180822 - E77 181128 與妻子宋夏律 |
| 2018 | 《獨守空房》 （독수공방）                               | MBC       | 固定成員 | 180925 試播一集，與朴贊浩、金忠宰、朴宰正、李秀賢 |
| 2018 | 《Welcome to 大家的House》                              | KBS2      | 主持     | E01 181108 - E03 181122 播畢，與文世潤 |
| 2018 | 《明星野遊會－玩家聯盟》（스타 야유회 놀벤져스）        | E Channel | 主持     | E01 181109 - E08 181228 播畢，與李壽根、朴聖光、柳敏相 |
| 2019 | 《大逃出》第2季                                         | tvN       | 固定成員 | E01 190317 - E13 190606 播畢，與姜鎬童、金鍾旼、神童、柳炳宰、P.O |
| 2019 | 《團結才能踢》第1季                                     | JTBC      | 固定成員 | E01 190613 - E82 210131 播畢，與金龍萬、金聖柱、安貞桓、鄭亨敦、朴泰桓、李大勳、梁埈赫、李亨澤、呂洪哲、金炳賢、河泰權、李龍大、牟太釩、秦鍾午、許載、李萬基、金載燁、李鳳柱、金耀漢、沈權虎 |
| 2019 | 《賣完才能回國》印尼篇                                  | Channel A | 固定成員 | E01 190706 - E06 190810 播畢，與張東民、申奉仙、Narsha、李鉉雨、U-Kwon |
| 2019 | 《Player》第1季                                         | tvN       | 固定成員 | E01 190714 - E20 191208 播畢，與李壽根、黃帝聖、李龍眞、李陳鎬、李伊庚、鄭赫 |
| 2019 | 《我的老師是同輩》（내 쌤은 동년배）                    | Life Time | 主持     | E01 191022 - E10 191231 播畢 嘉賓：Super Junior、AB6IX、高耀太、(G)I-DLE、宇宙少女、MOMOLAND等10組歌手                                                                                       |
| 2020 | 《You Are the World》（유아더월드）                     | MBC       | 主持     | E01 200119 - E02 200124 播畢，與張東民、Eric Nam |
| 2020 | 《家師父一體》                                          | SBS       | 固定成員 | E104 200126 - E105 200202，E114 200405 - E115 200412 作為嘉賓 E116 200419 至 E238 230429 播畢，與李昇基、梁世炯、申成祿 、車銀優                                                             |
| 2020 | 《Player》第2季                                         | tvN       | 固定成員 | E01 200201 - E08 200321 播畢，與李壽根、黃帝聖、李龍眞、李陳鎬、李伊庚、鄭赫、黃致列 |
| 2020 | 《我心中的抒情曲》                                      | Mnet      | 固定成員 | E01 200221 - E10 200424 播畢，與韓惠珍、申昇勳、文世潤、張聖圭、尹賢旻、朱宇宰、劉在煥 |
| 2020 | 《大逃出》第3季                                         | tvN       | 固定成員 | E01 200301 - E12 200612 播畢，與姜鎬童、金鍾旼、神童、柳炳宰、P.O |
| 2020 | 《如果电视上出现这个》                                  | SBS       | 固定成員 | 試播兩集 200425 - 200502，E01 200727 - E05 200824 播畢，與俞世潤、梁世炯、張度練、宋歌人 |
| 2020 | 《稍有不便也無妨》（조금불편해도 괜찮아）               | tvN       | 固定出演 | 201213 - 201220 播畢，與申東燁、金峻鉉、南昶熙、康男、李相花、黃致列、曹世鎬、梁世燦、李陳鎬                                                                                                 |
| 2020 | 《Strong Man：活命水爭霸戰》                            | tvN D     | 固定成員 | 201222 - 201229 播畢，與KCM、姜在俊、Quaddurup |
| 2021 | 《團結才能投》                                          | JTBC      | 固定成員 | E01 210207 - E24 210718 播畢，與金龍萬、金聖柱、安貞桓、李同國、李亨澤、金炳賢、呂洪哲、許載 玄周燁、洪性炘、尹東植、金琪焄、方信奉                                                          |
| 2021 | 《天啊天啊怎麼回事》（어머어머 웬일이니）               | E Channel | 固定成員 | E01 210217 - 210312 播畢，與卓在勳、張東民、安英美 |
| 2021 | 《鋼鐵部隊》第1-3季                                     | Channel A | 固定成員 | E01 210323 - 231205播畢，與金聖柱、張東民、金希澈、Chuu、崔英宰 |
| 2021 | 《小雞High Kick》                                       | MBN       | 固定成員 | E01 210426 - E12 210711 播畢，與Haha、羅太柱、跆美、金曜漢 |
| 2021 | 《線上市集：看著日子去趕集》 （랜선장터-보는날이 장날） | KBS2      | 固定成員 | E01 210616 - E12 210918 播畢，與張允瀞、安貞桓、洪賢姬 |
| 2021 | 《大逃出》第4季                                         | tvN       | 固定成員 | E01 210711 - E12 211003 播畢，與姜鎬童、金鍾旼、神童、柳炳宰、P.O |
| 2021 | 《團結才能踢》第2季                                     | JTBC      | 固定成員 | E01 210808 - E108 230903 播畢，與金龍萬、金聖柱、安貞桓、李亨澤、牟太釩、朴泰桓、李大勳、金耀漢、尹東植                                                                                      |
| 2021 | 《變聰明GYM》（똑똑해짐）                               | iHQ       | 固定成員 | E01 210914 - 211116 播畢，與金智珉、Lucky(Abhishek Gupta)、鄭鳳柱 |
| 2023 | 《團結才能踢》第3季                                     | JTBC      | 固定成員 | E01 231008 至今，與金龍萬、金聖柱、安貞桓、李大勳 |
| 2024 | 《體能之巔：百人大挑戰2》                               | Netflix   | 參加者   | E01 240319 - E08 240402播畢 |
| 2024 | 《鋼鐵少女團》                                          | tvN       | 固定成員 | 與陳瑞妍、Uie、薛仁雅、朴柱炫 |
| 2025 | 《鋼鐵少女團2》                                         | tvN       | 固定成員 | 與Uie、薛仁雅、朴柱炫、琴世祿 |

### 電影
| 年份 | 片名                   | 角色                  |
| ---- | ---------------------- | --------------------- |
| 2018 | 《冠軍大叔》           | 飾演 名人（特別演出） |
| 2017 | 《回來吧，釜山港之愛》 | 飾演 劉貫澈           |

### 電視劇
| 年份 | 劇名                   | 頻道 | 角色                    |
| ---- | ---------------------- | ---- | ----------------------- |
| 2012 | 《吸血鬼檢察官》第２季 | OCN  | 飾演 殺手（E07 121021） |
| 2019 | 《不想去公司》         | KBS2 | 飾演 社長秘書           |
| 2020 | 《重回18歲》           | JTBC | 飾演 綜合格鬥社社長     |

### 廣告代言
| 年份 | 品牌                                                      |
| ---- | --------------------------------------------------------- |
| 2018 | 食品藥品監督管理局－反毒宣導廣告                          |
| 2018 | 《正官庄Mall》真正為健康而瘋狂的人                        |
| 2017 | 《Reebok》金東炫跑步                                      |
| 2017 | 《Magic Dunk》Double Catch                                |
| 2016 | 《三一製藥》腳氣藥膏                                      |
| 2015 | 《Reebok》FitFest 2015                                    |
| 2015 | 《Reebok》UFC Fight Kit                                   |
| 2015 | 《樂天Hi-Mart》全國特賣                                   |
| 2012 | 《GWHEY》飲品                                             |
| 2010 | 《Reebok》ZIGTECH                                         |
| 2022 | 《SERY BOX （页面存档备份，存于）》BLUE MAN男士纖體護肝丸 |
| 2022 | 《Dr.PRIO （页面存档备份，存于）》健康保健產品            |

### MV演出
| 日期       | 歌名               | 歌手   | 專輯                  |
| ---------- | ------------------ | ------ | --------------------- |
| 2013-07-04 | 《Baby I'm Sorry》 | MYNAME | MYNAME 1st Mini Album |

### 演藝獎項
| 年份    | 獎項                             | 類別                                           | 作品                           | 結果 |
| 2018/09 | 第６屆『大韓民國藝術文化人大賞』 | 體育演藝人獎（Sportainer）                     |                                | 獲獎 |
| 2018/12 | 2019『大韓民國第一品牌大賞』     | 人物/文化部門 - 體育演藝人獎（Sportainer）     |                                | 獲獎 |
| 2020/09 | 2020『韓國年度品牌大賞』         | 人物/文化部門 - 年度體育演藝人獎（Sportainer） |                                | 獲獎 |
| 2020/12 | SBS演藝大賞                      | Show Variety部門 - 優秀獎                      | 家師父一體，如果电视上出现这个 | 獲獎 |

*「Sportainer」是Sports和Entertainer合成詞，指曾在運動場上活躍的體育選手像藝人般具備多種才能，將其領域擴展到演藝活動

## 外部連結
- 金東炫在终极格斗冠军赛上的资料
- 金東炫 Tapology選手資料 （页面存档备份，存于）
- 金東炫 Instagram （页面存档备份，存于）
- 金東炫 YouTube自頻道 （页面存档备份，存于）
- 金東炫訓練館 Team Stungun(首爾) （页面存档备份，存于），Team Stungun(大田) （页面存档备份，存于）
- 金東炫所屬戰隊 TeamMad_Korea （页面存档备份，存于）
- 金東炫所屬娛樂經紀公司 BONBOO Entertainment （页面存档备份，存于）

|}